# Reprezentacja Meksyku w baseballu mężczyzn
Reprezentacja Meksyku w baseballu należy do Mexican Federation of Baseball, która jest członkiem Confederación Panamericana de Béisbol. Czterokrotny wicemistrz świata z 1943, 1944, 1961, i 1965 roku. W rankingu IBAF zajmuje 6. miejsce. 

## World Baseball Classic 2013
Na turnieju World Baseball Classic 2013 w dniach 7-9 marca, reprezentacja Meksyku zagrała w grupie D na Salt River Fields at Talking Stick w Scottsdale i Chase Field w Phoenix z reprezentacją Włoch, Stanów Zjednoczonych i Kanady, w której zanotowała jedno zwycięstwo (z USA) i dwie porażki.

## Sukcesy
- Mistrzostwa świata w baseballu mężczyzn[1]
  - Wicemistrz (4): 1943, 1944, 1961, 1965

- Igrzyska panamerykańskie[5]
  - 3. miejsce (4): 1951, 1963, 2003, 2007

- Igrzyska Ameryki Środkowej i Karaibów[6]
  - Wicemistrz (6): 1926, 1930, 1950, 1954, 1993, 2010
  - 3. miejsce (3): 1962, 1970, 2006